# Christian Poirel
 (janvier 2020).
Si vous disposez d'ouvrages ou d'articles de référence ou si vous connaissez des sites web de qualité traitant du thème abordé ici, merci de compléter l'article en donnant les références utiles à sa vérifiabilité et en les liant à la section « Notes et références ».
Christian Poirel, né le 21 février 1933 à Reims et mort le 11 novembre 2006, est un psychophysiologiste et philosophe canadien d'origine française, né à Reims en 1933 et décédé à Montréal le 11 novembre 2006. Ses recherches et publications scientifiques, qu'il a menées de manière indépendante, ont porté essentiellement sur les rythmes circadiens et aussi sur les relations qui se tissent entre le cerveau et la pensée. Il est toujours resté fidèle à l'enseignement néo-jacksonien de Henri Ey. Ses travaux philosophiques sont imprégnés d'humanisme.

## Études
Il est docteur en médecine, docteur ès sciences (CNRS) ainsi que professeur à la Faculté de médecine de l'université McGill et à l'université du Québec (Canada).
Après ses études médicales (1954-1964) au cours desquelles il fréquente la clinique psycho-pathologique (comme interne en médecine des hôpitaux psychiatriques de 1962 à 1966) il soutient sa thèse de psychiatrie, à Toulouse (France) au sujet des conducteurs d'engins, puis passe un Diplôme d'Études Supérieures en biologie (1965). Il mène ensuite une importante recherche au Centre National de la Recherche Scientifique (CNRS) qui lui permet d'obtenir un Doctorat ès Sciences (1970).
Il est dès lors responsable d'enseignement (neurophysiologie centrale) à l'Unité d'enseignement et de recherche en biologie expérimentale (Faculté des sciences de Toulouse) et coresponsable de la maîtrise en psychologie expérimentale (psychopathologie)], à la Faculté des lettres et sciences humaines de Toulouse.
Il accepte alors le poste de professeur agrégé, à l'Université du Québec. Il est aussi Guest Scientist au Chronobiology Laboratories de l'université du Minnesota. En 1971, il est directeur scientifique du Laboratoire de recherche en neurophysiologie et psychopathologie expérimentale. Chronobiologie médicale (structure de recherche internationale sous l'égide de la Société Internationale de Chronobiologie, Minneapolis, États-Unis. 
Par la suite, il est Visiting Professor of Psychiatry à la Faculté de médecine de l'université McGill à Montréal. En 1985, il est nommé Associate Member, toujours à la Faculté de médecine. En 1990, il est nommé professeur attaché au Département de psychiatrie.

## Domaines de recherche
Les domaines de recherches qui l'ont mobilisé toute sa vie sont diversifiés mais forment un ensemble cohérent :
- Neurosciences cliniques et théoriques (psychophysiologie, psychiatrie).
- Neurophysiologie de la vie affective et des états épileptiques en psychopathologie comparée.
- Problème corps-esprit en médecine psychosomatique.
- Pathologie du temps et chronopsychologie comparée (chronobiologie).
- Épistémologie et recherche psychologique (systèmes et théories de la vie mentale).

## Sociétés savantes internationales
Il a été élu membre titulaire ou correspondant de nombreuses sociétés savantes internationales dans le champ des sciences biomédicales et psychologiques (biologie, neurophysiologie, psychologie, neurologie et psychiatrie, parmi lesquelles la Société Internationale de Chronobiologie, The N.Y. Academy of Sciences, Société des Neurosciences, Paris...
Il était membre de plusieurs comités scientifiques internationaux : Editorial Board (Journal de Psychiatrie Biologique et Thérapeutique), Expert: Psychological Reports (États-Unis), Behav. Brain Sci. (Cambridge University Press), etc. et fut souvent invité à des Conférences et Congrès Internationaux, au Canada, aux États-Unis, en Europe; UNESCO, Institut Pasteur, universités américaines, Groupe d'étude des rythmes biologiques (Paris, Sorbonne), ... Il fut chargé d'évaluation pour l'attribution du Prix nobel de physiologie et de médecine (Nomination Letters, 1988/1990).

## Livres scientifiques et médicaux
- Poirel, C., Problèmes psychopathologiques concernant les conducteurs d'engins, (De l'hominisation par l'outil à l'investissement de la personnalité dans la machine), Imp. Mod., Toulouse, 1964.
- Poirel, C. (Contributeur), La fatigue en médecine psychosomatique, Privat Publ., Toulouse, 1967.
- Poirel, C. (Contributor), Chronobiology, Igaku Shoin Medical Publ., Tokyo, 1974 (Cf. aussi G. Thieme Publ., Stuttgart, West Germany).
- Poirel, C., Les rythmes circadiens en psychopathologie (Perspectives neurobiologiques sur les structures de la temporalité), Masson Publ., Paris, 1975.
- Poirel, C. et al. (Contributors), Chronopharmacology, Permagon Press, Oxford et New York, 1979.
- Poirel, C. et al. (Contributors). Chronopharmacology and Chronotherapeutics, Florida A. et M. University Foundation Publ., Tallahassee, 1981.
- Poirel, C., Los ritmos circadianos en psycopatologie, Alhambra S.A., Edicion Internacional, Madrid, 1982.
- Poirel, C. (Contributor), Circadian Rhythms in Behavior and Experimental Psychopathology, Rhythmic Aspects of behavior, Lawrence Erlbaum, Hillsdale (USA) et Londres (UK), 1982.
- Poirel, C., Psychophysiologie générale et psychopathologie, Masson Publ., Paris et New York, 1983.
- Poirel, C. et al. (Contributors), Comparative Studies of Emotional Circadian Parameters in Différent Strains of Mice. Chronobiologic and Psychophysiological Approach, Chronobiologie, Karger Publ., Bâle et New York, 1984.
- SECHTER, D. et Poirel, C., Chronobiologie et psychiatrie, Masson Publ., Paris et New York, 1985.
- Poirel, C. (Contributor), Circadian Patterns of Vigilance and Seizure Susceptibility in Genetically Epileptic Mice. Heuristic Aspects in Neurology, Advances in Chronobiology (Vol. 2), Alan R. Liss Publ., New York, 1987.
- Poirel, C. (Contributeur). Relations rythmométriques entre le niveau de vigilance et le degré de susceptibilité épileptique. Modèles expérimentaux en psychophysiologie comparée. In 7.M. Leger (éd.), Sommeil et pathologie de l'encéphale (rapport de neurologie, A. Autret et Ph. Gaillard), Masson Publ., Paris, 1991.
- Poirel, C. Le cerveau et la pensée (Critique des fondements de la neurophilosophie) L'Harmattan, Paris, 1997.
- Poirel, C. (Contributeur), Dictionnaire de concepts, les objets de la psychiatrie, L'Esprit du Temps, Le Buscat, Diffusion PUF, Paris, 1997.
- Poirel, C. La neurophilosophie et la question de l'être (Les neurosciences et le déclin métaphysique de la pensée), L’Harmattan, Paris, 2008.

## Publications scientifiques et médicales
Christian Poirel est l'auteur de plus de 98 publications scientifiques indexées sur le plan international, dans les domaines de la recherche biomédicale et psychologique (Biological Abstracts, Psychological Abstracts, Bull. C.N.R.S., Current Contents, Excerpta Medica, Imperial Cancer Research Fund, Index Medicus, ... Institute for Scientific Information of Philadelphia, ...).
Il a également tenté de transmettre son savoir dans des livres à la disposition du public informé, chez divers éditeurs tels que Igaku Shoin Ltd. Medical Publ., Japan ; G. Thieme Publ., Stuttgart, West Germany, 1976 ; Éditions Masson, Paris et New-York ; University Press of Florida, Tallahassee, 1979; Pergamon Press, Oxford; Alhambra S.A. Publ., Madrid ; Lawrence Erlbaum Publ., Hillsdale, U.S.A. and London.